# Idiopatyczne nadciśnienie śródczaszkowe
Idiopatyczne nadciśnienie śródczaszkowe, idiopatyczne nadciśnienie wewnątrzczaszkowe, dawniej: guz rzekomy mózgu, łagodne nadciśnienie śródczaszkowe/wewnątrzczaszkowe – zespół objawowy charakteryzujący się przewlekle wzmożonym ciśnieniem śródczaszkowym, które nie jest związane z wewnątrzczaszkowym procesem rozrostowym, zapalnym ani urazem czaszkowo-mózgowym.
Zapadalność wynosi 1 lub 2 przypadki na 100 000 osób rocznie; częściej chorują młode kobiety, które wcześniej szybko przybrały na wadze. Etiopatogeneza jest prawdopodobnie zróżnicowana. Wśród możliwych przyczyn wymienia się m.in. niedoczynność i nadczynność tarczycy, choroby Cushinga i Addisona, niedoczynność przytarczyc, zapalenie ucha środkowego, zakrzepicę zatok żylnych mózgu, działanie uboczne leków i trombofilie.
Do objawów zalicza się: bóle głowy, nudności, wymioty i tarczę zastoinową. Może też dojść do przemijającego zaniewidzenia jedno- lub obuocznego. Na pierwszy plan wysuwają się bóle głowy, które mają średnie nasilenie, charakter tępy, niekiedy pulsujący, obejmują całą głowę i wzmagają się w okolicznościach podnoszących ciśnienie śródczaszkowe (kaszel, kichanie, dźwiganie ciężarów, parcie na stolec, próba Valsalvy).
Przy kwalifikacji do leczenia, ocenie leczenia oraz monitorowaniu wyników u pacjentów z idiopatycznym nadciśnieniem śródczaszkowym kluczowe jest badanie okulistyczne, w tym badanie pola widzenia.
Rokowanie jest na ogół pomyślne. U około 10% chorych nieleczona choroba może prowadzić do zaniku nerwu wzrokowego, a w konsekwencji do ślepoty.